# Vladimir Orel
Vladimir Emmanuilovich Orel (en ruso: Владимир Эммануилович Орёл; 9 de febrero de 1952 - 5 de agosto de 2007) fue un lingüista ruso.

## Biografía
En la Universidad Estatal de Moscú estudió lingüística teórica (1971) y lingüística estructural (1973). Defendió su doctorado en 1981 ("Sostav i xarakteristika balkanoslavjanskix jazykov"), sobre el análisis comparativo de las lenguas eslavas en los Balcanes. Hasta 1990 trabajó en el Instituto de Estudios Eslavos y Balcánicos en Moscú, donde completó su segunda tesis doctoral en 1989 ("Sravniteľno-istoričeskaja grammatika albanskogo jazyka: fonetika i morfologija"), sobre la gramática histórica del idioma albanés.
En el período 1989-1990 también enseñó lingüística histórica en la Universidad Estatal de Moscú. Después de su emigración a Israel, continuó enseñando en la Universidad Hebrea de Jerusalén (1991–92). Más tarde se trasladó a la Universidad de Tel Aviv, donde enseñó en el Departamento de Estudios Clásicos en el período de 1992 a 1997, sobre lingüística comparada, mitología y folclore, historia y filosofía. En 1994 trabajó en el Instituto Shalom Hartman en Jerusalén cuando se dedicaba a los estudios bíblicos, y los dos años siguientes actuando como académico visitante en el Wolfson College, Oxford. Los últimos dos años en Israel (1997–99) los pasó en la Universidad Bar-Ilan.
Luego se fue a Calgary en Canadá, donde comenzó a trabajar en Zi Corporation como director de investigación y enseñanza de idiomas (2001–02). Luego de una breve actividad en la Universidad de Princeton en New Jersey (2001–02), donde trabajó en el departamento de servicios de prueba, comenzó a trabajar en las universidades de Alberta, Canadá, específicamente en la Universidad de Athabasca (desde 2003), Mount Royal College (desde 2003), Universidad de Calgary (desde 2004), Universidad de Lethbridge (2004–05). Allí dio conferencias sobre lingüística comparada, estudios bíblicos, así como también sobre negocios inglés, literatura inglesa, escritura creativa, etc. Desde 2005, dirigió el Centro de Traducción en la Autoridad Sanitaria Regional de Calgary.

## Trabajo
Trabajó tres décadas como lingüista investigador profesional. El trabajo de Orel abarcó una extraordinaria variedad de intereses: desde lenguas eslavas a través de lenguas balcánicas modernas hasta lenguas paleo-balcánicas (sobre todo lengua frigia), de raíces protoindoeuropeas y su contexto de lenguas nostraticas por un lado, al análisis de los textos del hebreo bíblico y del Antiguo Testamento y lenguaje proto-afroasiático por otro lado.
Ha dejado unos 200 artículos y más de dos docenas de reseñas. Sobre todo, sin embargo, hay 6 monografías, cuatro de las cuales son diccionarios etimológicos (con títulos sin pretensiones como "Manual de etimología germánica" que en realidad ocultan un diccionario etimológico completo). Finalmente, la tercera parte de su Diccionario etimológico ruso (que ya se denominaba como "nuevo Max Vasmer") quedó inconcluso debido a su muerte.
Su "Diccionario etimológico albanés" (1998) es una descripción general útil de las etimologías existentes y complementa bien su "Gramática histórica concisa del albanés" (2000).
La monografía "Lengua Frigia" (1997) resume la epigrafía antigua/neofrigia, la interpretación de todas las inscripciones conocidas hasta la década de 1990 y los comentarios gramaticales correspondientes.
Orel también se ocupó de las lenguas indoeuropeas, especialmente las lenguas baltoeslavas, lenguas germánicas, lengua albanesa, y lenguas celtas. También se interesó por las lenguas semíticas, el idioma hebreo en primer lugar, y más ampliamente en las lenguas afroasiáticas en su conjunto, donde yacen sus resultados más controvertidos. A través de la colaboración con Olga Stolbova, publicó Diccionario etimológico hamito-semítico (1995) que, por un lado, trajo una serie de nuevas comparaciones subléxicas, especialmente semítico-chádico. Por otro lado, el valor de los beneficios de la reducción de las transcripciones utilizadas y las traducciones imprecisas, la ausencia de fuentes primarias para los lenguajes no escritos y, especialmente, las innumerables pseudo-reconstrucciones formuladas "ad hoc", a menudo en dos o incluso una sola palabra, fueron cuestionadas. seriamente mal visto por los especialistas, quienes también señalaron otros errores graves en la obra (especialmente en el material cusita, además de no descuidar la enorme cantidad de préstamos árabes en lenguas bereberes).
Publicó las siguientes monografías::
- junto con Olga Stolbova, Hamito-Semitic Etymological Dictionary. Leiden: Brill, 1995 (578 pp.)
- The Language of Phrygians. Ann Arbor: Caravan Books, 1997 (501 pp.)
- Albanian Etymological Dictionary. Leiden: Brill, 1998 (670 pp.)
- A Concise Historical Grammar of Albanian. Leiden: Brill, 2000 (350 pp.)
- Handbook of Germanic Etymology. Leiden: Brill, 2003 (700 pp.)
- Russian Etymological Dictionary. Vol. 1: A–J. Ed. Vitaly Shevoroshkin. Calgary: Octavia, 2007 (408 pp.)
- Russian Etymological Dictionary. Vol. 2: K–O. Ed. Vitaly Shevoroshkin. Calgary: Octavia, 2007 (395 pp.)
- Russian Etymological Dictionary. Vol. 3: P–S. Ed. Vitaly Shevoroshkin. Calgary: Octavia, 2008 (327 pp.)
- Russian Etymological Dictionary. Vol. 4: T–Ja. Ed. Cindy Drover-Davidson. Calgary: Theophania Publishing, 2011 (298 pp.)